# Особых примет нет
«Особых примет нет» (пол. Znaków szczególnych brak) — советско-польский фильм 1978 года режиссёра Анатолия Бобровского по первой книге романа Юлиана Семёнова «Горение» о революционной деятельности Феликса Дзержинского. Продолжение — фильм «Крах операции „Террор“».

## Сюжет
О той поре, когда Феликс Дзержинский, бежавший из ссылки, жил в Варшаве, где, будучи разыскиваемым охранкой, вёл революционную работу.

Время действия фильма — 1902—1905 годы. Он построен как остросюжетное произведение, в рамках которого происходит столкновение сильных характеров и полярно противоположных мировоззрений, <…> но, пожалуй, сильнее всего <…> его беседа в тюрьме с жандармом Глазовым, роль которого исполняет Андрей Миронов, — это смертельно опасная дуэль. Дзержинский-Гарлицкий проводит эту дуэль с блеском, yлыбкой, юмором, ни на секунду не теряя уверенности в своей правоте. И в какой-то момент происходит чудо, и кажется, что уже не жандарм Глазов допрашивает арестованного революционера Дзержинского, а сам он, Глазов, стоит перед судом истории…— журнал «Спутник кинозрителя», сентябрь 1979 года

## В ролях
В главных ролях:
- Пётр Гарлицкий — Феликс Дзержинский (Юзеф)
- Данута Ковальская — Елена Гуровская, агент охранки, любовница Владимира Карловича Ноттена, курсистка
- Андрей Миронов — Глеб Витальевич Глазов, подполковник Варшавской охранки, заместитель Шевякова
- Павел Панков — Владимир Иванович Шевяков, начальник Варшавской охранки, полковник
- Ежи Маталовский — Владимир Карлович Ноттен, литератор
- Агата Жешевская — Юлия Гольдман, варшавская подпольщица, невеста Дзержинского
- Эве Киви — Aльдoнa, сестра Дзержинского
- Донатас Банионис — Аркадий Михайлович Гартинг, заведующий заграничной агентурой (российской охранки) в Берлине
- Виктор Шульгин — Захар Павлович Житомирский (Кузин), агент российской охранки в Берлине

В других ролях:
- Олег Басилашвили — Кирилл Прокопьевич Николаев, русский миллионер
- Юрий Медведев — Джон Скотт, американский гувернер Николаева
- Януш Клосиньский — Збигнев Норовский, печатник
- Юрий Назаров — Иван Прохоров, подпольщик
- Олег Видов — Михаил Сладкопевцев (Анатоль Новожилов), сбежавший ссыльный эсер
- Барбара Баргеловская — Роза Люксембург
- Витаутас Паукште — Август Бабель
- Марек Новаковский — Винцент, варшавский подпольщик
- Анджей Василевич — Мацей Грыбас, варшавский подпольщик
- Валентин Никулин — Казимир Карбовский, связной-подпольщик, пьяница
- Александр Пороховщиков — Борис Савинков
- Андрей Ростоцкий — Иван Каляев
- Григорий Абрикосов — Азеф
- Борис Иванов — В. К. Плеве, министр
- Михаил Погоржельский — П. Д. Святополк-Мирский, министр
- Ежи Цнота — польский шахтер-националист
- Игорь Кашинцев — австрийский генерал Штайнер
- Татьяна Новицкая — горничная
- Алексей Бахарь — офицер
- Григорий Лямпе — агент Варшавской охранки
- Михаил Чигарёв — Сазонов (Василий Сироткин), эсер
- Мариан Лонцкий — Юлиан Мархлевский
- Валентин Кулик — фон Заурих, офицер полиции
- Ежи Моес — шпик
- Крыстина Мациевская-Запасевич — Ванда
- Юлиуш Любич-Лисовский — Кроссовский
- Владимир Ферапонтов — исполнитель романса под гитару
- Иван Турченков — Шарашников, жандарм
- Георгий Шаповалов — проводник в поезде
- Тадеуш Теодорчик — эпизод

## Рецензии
- Павленок Ю. Особая примета: революционер // Искусство кино. — 1980. — № 7. — С. 146—149.
- Локтев А. Особые приметы есть (О художественном фильме «Особых примет нет») // Советская культура. — 1979. — 5 октября.
- Аграновская Э. «Особых примет нет» (Экранизация романа Ю. Семёнова «Горение») // Молодёжь Эстонии, 20 ноября 1979
- Сербин А. «Особых примет нет» (Художественный фильм) // Червоны штандар. — 1979. — 28 августа.
- Соллертинская О. «Особых примет нет» // Красный Север. — 1979. — 4 октября.